# Мазурово (Росія)
Мазуро́во (рос. Мазурово) — село у складі Кемеровського округу Кемеровської області, Росія.

## Населення
Населення — 1108 осіб (2010; 1112 у 2002).
Національний склад (станом на 2002 рік):
- росіяни — 90 %